# Johann Daniel Eckhardt
Johann Daniel Eckhardt (* 14. Oktober 1836 in Kressenbach; † 25. Januar 1896 in Essen) war ein deutscher Bergarbeiter und Arbeiterführer.

## Leben
Er war ab 1861 in Essen tätig und wurde 1865 Staatsbürger von Preußen. Er gründete 1868 in Essen eine Abteilung des Allgemeinen Deutschen Arbeitervereins und war in den kommenden Jahren sehr aktiv in der Arbeiterbewegung in Essen tätig. Nach Inkrafttreten des Sozialistengesetzes war er bis 1890 illegaler Führer der SPD.

## Ehrungen
Nach ihm ist die Daniel-Eckhardt-Straße in Essen benannt.